# Jezioro Łajskie
Jezioro Łajskie – eutroficzne jezioro w Polsce położone w województwie warmińsko-mazurskim, we wsi Łajs. Powierzchnia 54 ha, maksymalna głębokość 8 m. Strumień wypływający z Jeziora Łajskiego niesie wody do jeziora Kośno i rezerwatu przyrody „Jezioro Kośno”.
Brzegi są zróżnicowane; zachodni i wschodni są płaskie, północny jest stromy. W zlewni bezpośredniej od strony północnej i południowej dominują lasy z przeważającą ilością sosny, od strony zachodniej – podmokłe łąki, natomiast od wschodu – pola i zabudowania.
Litoral do szerokości około 5 metrów miejscami pozbawiony jest roślinności wodnej, o dnie piaszczysto-żwirowym. Pozostałą część stanowi tzw. fitolitoral, który ma tu postać dość zwartego pasa. W strefie roślinności wynurzonej dominuje trzcina (Phragmites australis). Towarzyszy jej pałka szerokolistna (Typha latifolia), manna mielec (Glyceria aquatica), turzyce (Carex sp.), sity (Juncus sp.) oraz tatarak (Acorus calamus). Wśród nymfeidów występują: rzęsa drobna (Lemna minor), żabiściek pływający (Hydrocharis morsus-ranae), rdestnica pływająca (Potamogeton natans). Głębiej, wśród elodeidów występują: moczarka kanadyjska (Elodea canadensis), wywłócznik (Myriophyllum sp.), włosienicznik (Batrachium sp.), rogatek (Ceratophyllum sp.), rdestnice (Potamogeton sp.).
Drapieżnikami górnych poziomów troficznych są ptaki drapieżne, dla których Jezioro Łajskie jest fragmentem rozległego terytorium łowieckiego. Są to: rybołów (Pandion haliaeetus) oraz bielik (Haliaetus albicilla).
Rozległy szuwar trzcinowy jest miejscem lęgu i żerowania takich ptaków jak: trzciniak (Acrocephalus arundinaceus) czy trzcinniczek (Acrocephalus scirpaceus). Ptaki te odżywiają się owadami (ważkami, jętkami, chruścikami, chrząszczami), larwami tych owadów. Na jeziorze spotyka się wszystkożerne krzyżówki (Anas platyrhynchos), perkoza dwuczubego (Podiceps cristatus), łabędzie nieme (Cygnus olor). Znaczną część fauny jeziora stanowią drobne bezkręgowce wodne.